# Reprezentacja Australii w unihokeju mężczyzn
Reprezentacja Australii w unihokeju mężczyzn – drużyna reprezentująca Australię w rozgrywkach międzynarodowych w unihokeju mężczyzn.

## Udział w imprezach międzynarodowych

### Mistrzostwach Świata
| Rok     | M                       | Z                       | R                       | P                       | Suma                    | +/-                     | Miejsce                 |
| ------- | ----------------------- | ----------------------- | ----------------------- | ----------------------- | ----------------------- | ----------------------- | ----------------------- |
| MŚ 1998 | 5                       | 2                       | 0                       | 3                       | 20:26                   | -6                      | 12. miejsce             |
| MŚ 2000 | 4                       | 2                       | 0                       | 2                       | 13:20                   | −7                      | 15. miejsce             |
| MŚ 2002 | 5                       | 3                       | 1                       | 1                       | 24:20                   | +4                      | 17. miejsce             |
| MŚ 2004 | 4                       | 0                       | 0                       | 4                       | 9:23                    | −14                     | 18. miejsce             |
| MŚ 2006 | 5                       | 0                       | 0                       | 5                       | 17:39                   | −22                     | 20. miejsce             |
| MŚ 2008 | nie zakwalifikowali się | nie zakwalifikowali się | nie zakwalifikowali się | nie zakwalifikowali się | nie zakwalifikowali się | nie zakwalifikowali się | nie zakwalifikowali się |
| MŚ 2010 | 5                       | 1                       | 0                       | 4                       | 15:84                   | -69                     | 15. miejsce             |
| MŚ 2012 | nie zakwalifikowali się | nie zakwalifikowali się | nie zakwalifikowali się | nie zakwalifikowali się | nie zakwalifikowali się | nie zakwalifikowali się | nie zakwalifikowali się |
| MŚ 2014 | 5                       | 2                       | 0                       | 3                       | 25:38                   | −13                     | 14. miejsce             |
| MŚ 2016 | 5                       | 1                       | 1                       | 3                       | 19:31                   | −12                     | 15. miejsce             |
| Razem   | 33                      | 11                      | 2                       | 25                      | 142:281                 | −139                    |                         |

### Kwalifikacje do MŚ
| Rok  | M | Z | R | P | Suma  | +/- | Miejsce |
| ---- | - | - | - | - | ----- | --- | ------- |
| 2012 | 3 | 1 | 0 | 2 | 8:15  | -7  | 4/4     |
| 2014 | 4 | 4 | 0 | 0 | 34:6  | +28 | 1/5     |
| 2016 | 5 | 3 | 2 | 0 | 24:13 | +11 | 1/7     |